# Billy Dodds
Billy Dodds, né le 5 février 1969 à New Cumnock (Écosse), est un footballeur écossais, qui évoluait au poste d'attaquant aux Glasgow Rangers et en équipe d'Écosse. 
Dodds a marqué sept buts lors de ses vingt-six sélections avec l'équipe d'Écosse entre 1996 et 2001.

## Palmarès

### En équipe nationale
- 26 sélections et 7 buts avec l'équipe d'Écosse entre 1996 et 2001.

### Avec Dundee United
- Vainqueur du Championnat d'Écosse de football D2 en 1992.

### Avec Aberdeen
- Vainqueur de la Coupe de la Ligue écossaise de football en 1996.

### Avec les Glasgow Rangers
- Vainqueur du Championnat d'Écosse de football en 2000.
- Vainqueur de la Coupe d'Écosse de football en 2000.
- Vainqueur de la Coupe de la Ligue écossaise de football en 2002.